# Konopatka
Konopatka – zniesiona nazwa części miasta Maciejowice, w Polsce, w województwie mazowieckim, w powiecie garwolińskim, w gminie Maciejowice.